# 리자오지
리자오지(李兆基, 1928년 2월 20일 ~ 2025년 3월 17일)는 홍콩의 자산가이다. 헝지자오예디찬 유한공사(恒基兆業地產有限公司)의 회장으로 포브스가 발표한 바에 따르면 2019년 자산 총액은 약 3백억 달러로 리카싱에 이어 홍콩에서 두번째로 재산이 많다. 2019년 5월 28일 은퇴를 발표하였다.

## 생애
리자오지는 1928년 중국 광둥성 포산시 순더구에서 출생하였다. 초등학교 졸업 후 바로 생계를 위해 일했다. 1948년 홍콩으로 이주하여 부동산 사업으로 큰 자산을 모았다.

## 헝지자오예디찬
헝지자오예디찬 유한공사(恒基兆業地產有限公司, Henderson Land Development Company Limited)는 리자오지가 창업한 홍콩의 부동산 개발 기업이다. 리자오지 은퇴 후 두 아들이 나누어 경영하고 있다.